# Ptolemeu X Alexandre I
Ptolemeu X Alexandre I (en grec antic Πτολεμαῖος Αλέξανδρος) circa el 140 aC al 88 aC fou rei d'Egipte del 107 aC al 88 aC. Era de la Dinastia ptolemaica.
Era fill de Ptolemeu VIII Evergetes II i Cleòpatra III. Quant va morir el pare l'any 116 aC va deixar el regne a Cleòpatra, que volia associar Alexandre al tron, però la popularitat del germà gran, Ptolemeu IX Làtir, ho va impedir i finalment abans del 6 d'abril del 115 aC Làtir va ser associat al tron i es va donar l'illa de Xipre a Alexandre amb títol de general-virrei però uns mesos després Alexandre se'n va proclamar rei, l'any 114 aC. Abans del 31 d'octubre del 110 aC Làtir va ser apartat del poder per la seva mare però va tornar abans del 2 de febrer del 109 aC; en aquest mesos Cleòpatra III va cridar al seu fill Alexandre però probablement mai va arribar a ser associat al govern.
Làtir va ser enderrocat entre el 10 de març i el 28 de maig del 108 aC per una revolta popular instigada per la seva mare i es va veure obligat a fugi. Abans del 15 de novembre del 107 aC Alexandre va ser proclamat rei conjuntament amb la seva mare. Probablement, donat el caràcter de la mare, era ella qui exercia el poder real. El 105 aC Làtir va conquerir Xipre i se'n va proclamar rei el 104 aC.
El 102 aC Alexandre va dirigir la flota que va anar a Celesíria en ajut dels jueus que havien estat derrotats per Làtir. Les forces de terra anaven dirigides per la mateixa Cleòpatra, i va cometre tantes crueltats que el mateix fill Alexandre va decidir desempallegar-se'n i va marxar secretament a Alexandria. Cleòpatra III per por d'una aliança dels seus dos fills contra ella, li va ordenar el retorn i Alexandre no va gosar a oposar-se però va ordenar el seu assassinat. Cleòpatra III va ser assassinada abans del 26 d'octubre del 101 aC i llavors Alexandre va governar sol.
Cleòpatra era popular entre l'exèrcit i al cap d'un temps (90 aC) va esclatar una revolta militar i popular que va obligar a Alexandre a fugir. Va reunir tropes lleials i va intentar recuperar el poder, però va ser derrotat totalment en una batalla naval pel cap dels rebels Tirros, i es va refugiar a Mira a Lícia (89 aC). Els rebels van cridar al tron a Ptolemeu IX Làtir de Xipre.
Làtir va arribar a Alexandria el 88 aC i va deixar Xipre parcialment desguarnida, circumstància que Alexandre i els seus seguidors van voler aprofitar per ocupar l'illa però van caure derrotats en una batalla naval pel governador i cap militar de Làtir, Kherees i Alexandre va morir en la batalla lliurada poc abans del 14 de setembre del 88 aC.
Va deixar dos fills: Ptolemeu Alexandre (després rei Ptolemeu XI Alexandre II) i una filla de la que no se sap res.